# Национальный научно-исследовательский институт астрономии и геофизики
Национальный научно-исследовательский институт астрономии и геофизики — научно-исследовательская организация занимающаяся вопросами в области астрономии и геофизики, получившая данное название в 1980 году, расположена в Хелуане, Египет.

## Руководители института
- с 2003 года ? — профессор Salah M. Mahmoud (род. 1955 г)
- с 2020 года — профессор Gad El-Qady
- с 2024 года — профессор Taha Rabeh

## История института
С 1960 по 1980 года данная организация работала под именем «Хелуанский институт астрономии и геофизики», который в свою очередь является преемником Хелуанской обсерватории. Датой основания института считается 1903 год, а научная деятельность ведется с 1898 года.

## Отделы института
- Департамент астрономии
  - лаборатория галактики и внешних галактик
  - лаборатория звездной астрономии
  - Обсерватория Коттомиа
  - лаборатория теории и высоких энергий
- Департамент геомагнетизма и геоэлектрики
  - лаборатория геоэлектрики
  - лаборатория геомагнетизма
  - магнитные обсерватории Мисаллат и Abu Simble
- Департамент геодинамики
  - лаборатория деформации земной коры
  - лаборатория гравиметрии
  - центр данных гравиметрии
  - блок динамики почв
- Департамент Солнца и космоса
  - лаборатория солнца
  - лаборатория космоса
- Департамент сейсмологии
  - лаборатория общей сейсмологии
  - национальная сейсмическая сеть
- Египетский национальный центр данных

Наблюдательные пункты:
- Хелуанская обсерватория
- Обсерватория Коттомиа
- геофизическая обсерватория Мисаллат — 29°44′54″ с. ш. 30°53′30″ в. д.HGЯO

## Направления исследований
- Астрономия
- Геомагнетизм
- Исследования Солнца
- Гравиметрия
- Геодезия
- Геодинамика
- Движение земной коры
- Сейсмология